# Севастополь (ватерпольный клуб)
ВК «Севастополь» — мужской ватерпольный клуб из Севастополя. Основан в 1924 году. Представляет Черноморский флот. Неоднократно выступала в чемпионате СССР. В 1992 год команда под названием ВМФ стала первым чемпионом Украины по водному поло. В общей сложности команда становилась чемпионом Украины четыре раза.

## История

### Советский период
Впервые матчи по водному поло в Севастополе прошли в 1924 году, когда состоялся турнир между командами Черноморского, Балтийского, Тихоокеанского флотов, а также Каспийской флотилии. Вплоть до 1960-х годов команда Черноморского флота играла в чемпионате СССР по классу «Б». На этот период пришлось серебро чемпионата РСФСР 1952 года и победа в Кубке РСФСР 1953 года.
В 1965 году черноморцы заняли второе место в чемпионате Украинской ССР и получили право выступить в классе «А». В этом же году севастопольские юниоры заняли второе место в первенстве Военно-морского флота и первое по УССР.
Играющим тренером команды в 1969 году стал мастер спорта Альберт Баланюк, который привёл команду к бронзовым наградам первенства Вооружённых сил СССР. Игрок команды Игорь Ильинцов был вызван в состав сборной Украинской ССР и стал вместе с командой чемпионом Спартакиады народов СССР 1971 года.
Ввод в эксплуатацию плавательного бассейна позволил команде выступить в Первую лигу СССР (класс «А»). В 1981 году черноморцы получили путёвку в Высшую лигу СССР, где играли в течение двух лет. Вернувшись в первую лигу команда из Севастополя снова добыла путёвку в Высший дивизион в 1986 году, где играла в течение шести сезонов вплоть до распада СССР. Лучший результат команда показала в 1992 году, когда заняла четвёртое место.

### Украинский период
Представляя Военно-морской флот на первом розыгрыше чемпионата чемпионат Украины севастопольская команда стала первым победителем в истории турнира. В общей сложности ВМФ становился чемпионом Украины четыре раза (1992, 1992/93, 1993/94, 1995/96). Серебро севастопольцы взяли в сезоне 1994/95, а бронзу в сезонах 2003/04 и 2009/10. Также в активе команды три победы в Кубке Украины. В последний раз обладательницей кубка команда под руководством Вадима Кебало стала в 2013 году, когда обыграла львовское «Динамо».
К 2004 году команда выступала под патронажем Военно-морских сил Украины, однако после принятия решения о сокращении флота у команды возникли проблемы с финансированием.
В разные годы тренерами команды были Махорин, Смагоринский и В. Ф. Масловский. На Олимпийских играх 1996 года в Атланте в составе сборной Украины выступило сразу пять воспитанников 44-го спортклуба Черноморского флота — Олег Владимиров, Виталий Хальчицкий, Игорь Горбач, Вадим Кебало и Анатолий Солодун. Под руководством севастопольского тренера Юрия Дрозина украинская команда заняла итоговое 12 место. Капитаном сборной России и участником трёх Олимпийских игр являлся Ирек Зиннуров, игравший за севастопольскую команду с 1987 по 1994 год.

### Российский период
После присоединения Крыма к Российской Федерации команда Севастополя была заявлена для участия в чемпионате России сезона 2014/15, однако в итоге на турнире не выступила. Решением Федерации водного поло Украины от 11 ноября 2016 года украинским ватерполистам было запрещено выступать за крымские команды в российских турнирах.
В 2019 году команда под руководством Вадима Кебало участвовала в любительской Приволжской лиге, организованной Национальной ватерпольной ассоциацией.